# Олена Павлухіна
Олена Павлухіна (нар. 1 березня 1989 р.) — азербайджанська шосейна велогонщиця українського походження. Зараз тимчасово відсторонена від змагань після порушення антидопінгових правил за використання заборонених речовин.
Спортсменка брала участь у Міжнародних шосейних змаганнях UCI 2011 року та Міжнародних шосейних змаганнях UCI 2012 року. У 2015 році вона виграла Національний чемпіонат по шосейному велоспорту та посіла шосте місце на вступних випробуваннях європейських ігор на жіночих індивідуальних гонках з роздільним стартом. У 2016 році вона перемогла на другому етапі змагань «Gracia–Orlová».

## Основні досягнення
2014
Grand Prix Galichyna
1 місце Гонка за очками
3 місце Scratch
3 місце Scratch, Fenioux Trophy Piste
2015
Національні змагання шосейного велоспорту
1 місце  Шосейні перегони
1 місце  Гонки з роздільним стартом
2 місце Scratch, Grand Prix Galichyna
5 місце Chrono des Nations
6 місце Жіночих індивідуальних гонок з роздільним стартом, Європейські ігри
2016
Національні змагання шосейного велоспорту
1 місце  Шосейні перегони
1 місце  Гонки з роздільним стартом
1 місце загальне Gracia–Orlová
1 місце Stage 2
2017
Національні змагання шосейного велоспорту
1 місце  Шосейні перегони
1 місце  Гонки з роздільним стартом
2018
Національні змагання шосейного велоспорту
1 місце  Шосейні перегони
1 місце  Гонки з роздільним стартом